# Краковецкий, Аркадий Антонович
Арка́дий Анто́нович Кракове́цкий (28 августа 1884, Харьков, Харьковская губерния, Российская империя — 2 декабря 1937, Москва, РСФСР, СССР) — советский политический военный и партийный деятель. Член Партии эсеров, затем с 1922 года — РКП(б). Во время Гражданской войны — военный министр Временного правительства автономной Сибири, позже один из руководителей антиколчаковского восстания во Владивостоке. Приняв советскую власть, выступил на процессе эсеров свидетелем обвинения. Далее на дипломатической работе. Первый посол СССР в Албании.

## Биография
Окончил Орловский кадетский корпус (1902), Михайловское артиллерийское училище (1905). Подпоручик армии Российской империи, член партии эсеров с 1905 года. Активный участник революции 1905 года. Член тайной офицерской революционной организации. Участвовал в подпольной революционной работе.
В декабре 1907 года арестован, находился под следствием в крепости Цитадель в Варшаве, в 1909 году приговорён к восьми годам каторжных работ. В 1909 году отбывал наказание в Ломже, в 1910—1911 годах — в Тобольском централе, в 1912—1916 годах — в Александровском централе. В 1916—1917 годах находился в ссылке в Иркутске.
В 1917 году амнистирован Временным правительством и «для сравнения со сверстниками» произведён в подполковники; командовал войсками Иркутского военного округа. Был избран депутатом Всероссийского учредительного собрания от Румынского фронта по эсеровскому списку.
Зимой 1917—1918 годов пытался создать на территории Украины сибирскую армию: с целью защиты Сибирской областной думы ему удалось из сибирских частей бывшей РИА организовать до 50 тыс. чел., однако захват Киева красными помешал дальнейшей реализации проекта. С января 1918 года занимал пост военного министра Временного правительства автономной Сибири. Сложил свои полномочия в июле 1918 года. 12 декабря 1918 года зачислен в резерв чинов при штабе 4-го Восточно-Сибирского корпуса с принятием на учёт при управлении коменданта города Иркутска.
В ноябре 1919 года вместе с Радолой Гайдой — один из руководителей антиколчаковского восстания во Владивостоке.
В 1922 году выступал на процессе эсеров свидетелем обвинения. Член РКП(б) с 1922 года, тогда же стал работать в системе Наркоминдела РСФСР. Был полпредом в Албании, затем консулом в Мукдене (Шэньяне).
С 1928 года официально работал в ОГПУ, был сотрудником экономического управления, возглавлял особое бюро при секретариате управления, занимавшегося изготовлением поддельных документов.
После увольнения из ОГПУ работал помощником начальника 2-го отдела Комитета резервов при СТО СССР. Проживал в Москве по адресу: ул. Кузнецкий Мост, д. 21, кв. 6. Арестован 7 мая 1937 года. Приговорен ВКВС СССР 2 декабря 1937 года по обвинению в шпионаже и участии в террористической диверсионной организации к высшей мере наказания. Расстрелян.
Реабилитирован в июне 1957 года ВКВС СССР.